# Campionati mondiali di nuoto paralimpico
I Campionati mondiali di nuoto paralimpico (in inglese IPC Swimming World Championships) sono i campionati del mondo di nuoto per atleti disabili. Sono organizzati dal Comitato Paralimpico Internazionale (IPC) ogni due anni, negli anni dispari.
Dal 1990 al 2010 la cadenza è stata quadriennale, per poi passare, nel 2013, a cadenza biennale.

## Edizioni
| Anno | Nazione       | Città             |
| ---- | ------------- | ----------------- |
| 1990 | Paesi Bassi   | Assen             |
| 1994 | Malta         | La Valletta       |
| 1998 | Nuova Zelanda | Christchurch      |
| 2002 | Argentina     | Mar del Plata     |
| 2006 | Sudafrica     | Durban            |
| 2010 | Paesi Bassi   | Eindhoven         |
| 2013 | Canada        | Montréal          |
| 2015 | Regno Unito   | Glasgow           |
| 2017 | Messico       | Città del Messico |
| 2019 | Regno Unito   | Londra            |
| 2022 | Portogallo    | Funchal           |
| 2023 | Regno Unito   | Manchester        |
| 2025 | Singapore     | Singapore         |